# Antihmota
Antihmota je druh látky, která je složena z antičástic k běžným částicím, tzn. například pozitronů místo elektronů. 
Obecně antičástice je částice, která má všechny své náboje, například elektrický náboj, vůni či barvu, opačné než daná částice. Protože však např. mezony (tvořené kvarkem a antikvarkem) nelze jednoznačně přiřadit ani k „normální“ hmotě, ani k antihmotě, rozumí se zpravidla v užším smyslu antihmotou pouze antičásticová obdoba klasické atomární hmoty, tedy látka tvořená jádry z antiprotonů a antineutronů a obalem z pozitronů (případně rozšířená o antihyperjádra a obdobu mioatomů s antimionem v obalu). 
Projevy antihmoty lze studovat ve vesmíru nebo ve specializovaných experimentech. Dnes je dokonce možné ji vyrobit (např. v urychlovači částic LHC, ale podle novodobých studií se také tvoří v blesku), přičemž se otevírají nové možnosti fyzice, chemii a technice.

## Historie
Existenci antihmoty předpověděl v roce 1928 britský fyzik Paul Dirac. Brzy poté (v roce 1932) Američan Carl David Anderson antihmotu skutečně objevil ve srážkách vysokoenergetických částic kosmického záření. Pokud víme, žádná volná nebo stabilní antihmota dnes ve vesmíru neexistuje. Vědci se domnívají, že těsně po velkém třesku, kdy vesmír vznikl, hmota a antihmota existovaly zároveň, ale hmoty bylo více. A to při vzájemné anihilaci způsobilo, že zbyla pouze hmota. Dnešní popis částic hmoty a částic – nosičů síly, se nazývá standardní model; tento model není bez slabin a ačkoli už po více než 20 let úspěšně prochází všemi experimentálními testy, není standardní model úplným popisem přírody. Anihilace hmoty a antihmoty v minulosti zničila velkou část vesmíru, a proto dnes pozorujeme jen malý zbytek vesmíru.

## Vlastnosti
Antihmota má opačný elektrický náboj než běžná hmota, ale má stejnou hmotnost a její chování (tedy např. setrvačnost vůči urychlování) Co se týče gravitace (tedy gravitační hmotnosti), obecná teorie relativity předpokládá, že antihmota se bude gravitačně přitahovat a totéž platí pro gravitační interakci hmoty a antihmoty. Teorie však připouští i možnost, že hmota a antihmota se mohou vzájemně gravitačně odpuzovat, zahrne-li se do teorie princip CPT symetrie; mohlo by tím být alternativně vysvětleno zrychlené rozpínání vesmíru bez hypotézy temné energie. Experimentální rozhodnutí dosud nebylo možné, první výsledky o případné odlišnosti gravitační interakce antičástic by měly poskytnout experimenty AEGIS, ALPHA-g a GBAR, prováděné v Evropské organizaci pro jaderný výzkum (CERN).
Opačná jsou u elementárních antičástic (antikvarků a antileptonů) i všechna další kvantová čísla nábojového charakteru, jako je barva, slabý a silný izospin, podivnost, půvab, krása (bottomness) a pravda (toppness), mezi která lze řadit i baryonové číslo (-1/3 u antikvarků) a leptonové číslo (-1 u antileptonů). Spin však mají totožný, jako odpovídající částice hmoty (tedy 1/2).
Z elementárních antičástic, pokud jsou izolovány od částic hmoty, se tvoří složené částice na základě stejných principů jako u hmoty. Tomu odpovídají i jejich kvantová čísla (při stejné konfiguraci je tedy i shodná parita, naopak u vlastností závislých na nábojích, baryonovém a leptonovém čísle jsou kvantová čísla opačná). Antiprotony a antineutrony jsou tedy utvořeny ze tří antikvarků; z těchto antinukleonů jsou tvořena antijádra. Obdoba platí i u exotických antiatomů s antihyperjádry, obsahujícími antihyperon jako náhradu antinukleonu. Podobné je to s obalem antiatomů, tvořeným z pozitronů. 
Při přímé srážce částice s odpovídající antičásticí, tedy pokud nevytvoří vázaný stabilní (jako je např. mezon π0) či metastabilní (jako onium) stav, dochází k tzv. anihilaci, tedy vzájemné reakci, při které obě zaniknou a vznikají částice buď bez klidové hmotnosti (fotony), nebo s klidovými hmotnostmi v součtu menšími, než je celková hmotnost před anihilací. Nejedná se však o porušení zákona zachování hmotnosti, neboť celková energie je zachována a tedy i odpovídající celková (relativistická) hmotnost jí ekvivalentní (podle vztahu E=mc²). Přitom platí i všechny další zákony zachování (hybnosti, momentu hybnosti, náboje), které tak spoluurčují počet a charakteristiky produktů anihilace. Nemusí jít pouze o elementární částice a antičástice, ale i částice složené (proton-antiprotonová anihilace). O anihilaci se zpravidla hovoří i v případě srážky neutronu s antiprotonem, případně protonu s antineutronem, i když se nejedná o přímé protějšky ve smyslu částice-antičástice.
Příklady:
- Při setkání elektronu s pozitronem se zanedbatelnými kinetickými energiemi vznikají 2 fotony o energii přibližně 0,511 MeV (megaelektronvoltů). (Z důvodu současného zachování energie a hybnosti nikdy nemohou anihilovat na pouhý jeden foton.) Toho se využívá při pozitronové emisní tomografii.
- Pokud elektron s pozitronem přinášejí do anihilace i dostatečné kinetické energie, vznikají navíc další částice, např. mezony, ale i částice složitější, včetně intermediálních bosonů slabé interakce a nových párů částice-antičástice. Toho se využívá ve výzkumných elektron-pozitronových srážečích, ve kterých jsou oba urychlovány na rychlosti blízké rychlosti světla.
- Při proton-antiprotonové anihilaci jde o reakci složených částic, u kterých dochází k přeskupení jejich vázaných stavů a interakcím jednotlivých kvarků a antikvarků za přispění gluonů. I při anihilaci se zanedbatelnou kinetickou energií tak vzniká jako produkt několik mezonů (např. 3 mezony π). Urychlené protononové a antiprotonové vstřícné svazky jsou pak schopné tvořit i částice s vysokými klidovými hmotnostmi; takto byly např. v CERNu objeveny na Super proton-antiprotonovém synchrotronu indermediální částice slabé interakce W± a Z0.

## Vznik avýskyt
Antičástice vznikají v přírodě běžně materializací kosmického záření (např. při vzájemných kolizích s hmotou). Mají však zpravidla krátkou životnost, neboť rychle anihilují s ostatní ve vesmíru běžnou hmotou. Hvězdy, galaxie, ani jiné objekty tvořené z antihmoty zatím nebyly pozorovány. Počet případných hvězd z antihmoty (tzv. antihvězd) v naší galaxii je limitován astronomickými pozorováními – Fermiho vesmírný teleskop během 10 let pozorování vytipoval pouhých 14 objektů, jejichž charakter záření připouští možnost, že jsou z antihmoty, a na základě tohoto pozorování byl stanoven limit podílu antihvězd na maximálně jednu na 300 000 hvězd z normální hmoty. Anihilace hmoty s antihmotou je považována za jednu z možných příčin vzniku záblesků gama záření (GRB). V počátečních stádiích Velkého třesku vznikala velká množství hmoty i antihmoty. Nicméně veškerá vzniklá antihmota anihilovala s většinovou částí hmoty. Vědci dodnes neumí přesně vysvětlit, proč tehdy došlo k nesymetrii při interakcích hmoty s antihmotou a proč převážila hmota. Díky této nesymetrii se zřejmě ve vesmíru nachází pouze hmota.
Antihmotu je možné vyrobit i uměle s pomocí urychlovačů částic. V Evropské organizaci pro jaderný výzkum CERNu v Ženevě a ve Fermiho laboratoři v Chicagu se podařilo z antičástic vytvořit atomy antivodíku. V jejich jádrech jsou záporné antiprotony, které jsou obíhány kladně nabitými pozitrony.

## Pozemská přírodní antihmota
Antihmota se v běžných pozemských podmínkách nevyskytuje v atomární podobě (antiatomy jsou známy pouze jako vzácný výsledek jaderných experimentů), to však neznamená, že se nemohou v těchto podmínkách vyskytovat její stavební částice – tedy antičástice. Nejběžnějšími částicemi antihmoty v běžných pozemských podmínkách jsou antineutrina. Jejich původem jsou radioaktivní záření beta (významným pozemským zdrojem jsou jaderné elektrárny, produkující štěpením mnoho β-radioaktivních nuklidů). Antineutrina mohou vznikat také jako produkt reakcí kosmického záření s atmosférou. Vzhledem k velmi nízké schopnosti interakce antineutrina prakticky nejsou zachycována hmotou.
V běžných pozemských podmínkách vznikají také pozitrony, a to při radioaktivních rozpadech β+ a jako produkt reakcí kosmického záření s atmosférou. Protože se jedná o nabité částice, jsou ionizačními ztrátami v prostředí zpomalovány a rychle anihilují s elektrony atomových obalů.
Družice Fermi objevila, že pozitrony mohou za určitých podmínek vznikat i v pozemské přírodě během prudkých atmosférických bouří v tropickém podnebném pásu Země. Jde o unikátní přírodní jev.

## Význam
Při současných znalostech lidstva ji zatím nelze využít jako nejúčinnější ze známých zdrojů energie, i když při reakci s hmotou uvolňuje energii se stoprocentní účinností, jaderné reakce jsou účinné pouze na 1,5 %. Je to dáno naprosto zanedbatelnou účinností lidstvu doposud známé metody výroby antihmoty v laboratorních zařízeních typu Fermilab. Antihmotu je možné uchovávat v tzv. Penningově pasti, která ve vakuu udržuje elektricky nabité částice v soustavě magnetických polí v bezpečné vzdálenosti od standardní hmoty. Takto lze ovšem uchovávat pouze samostatně antiprotony, anebo pozitrony. Uchování kompletně sestavené antihmoty (jádro s obalem) není tímto způsobem s ohledem na její celkovou elektrickou neutralitu možné.
Další zajímavostí je, že na rozdíl od hmoty mají atomy antihmoty částice kladně nabité v obalu a částice záporně nabité v jádru. Může být vytvořen protiklad na jakýkoliv prvek, na jakoukoliv látku, z antihmoty by mohl být zkonstruován celý vesmír. Problémem antihmoty je, že může zreagovat s hmotou, což může mít fatální následky. Kdyby totiž reagovala s hmotou, nastala by exploze.

## Použití
Reakce antihmoty a hmoty má praktické využití v zobrazovací technice v medicíně v pozitronové emisní tomografii. Během beta plus rozpadu ztrácejí nuklidy nadbytek protonů vyzářením pozitronů (protony se stávají neutrony a neutrony zůstávají v jádře). Nuklidy s nadbytkem protonů jsou vyrobitelné v cyklotronu a jsou převážně vyráběny pro medicínské účely.
Hypoteticky lze uvažovat o využití antihmoty jako zásoby energie přeměnitelné anihilací s hmotou na kinetickou energii při pohonu vesmírných lodí. Koncepty přeměny jsou různé. Například společnost Hbar technologies zpracovala koncept antihmotou podporované solární plachetnice, které by při cestě ze Země k trpasličí planetě Pluto podobnou rychlostí jako u sond Voyager údajně postačovalo 30 miligramů antihmoty.